# Dujke
Dujke (Servisch cyrillisch Дујке) is een plaats in de Servische gemeente Sjenica. De plaats telt 152 inwoners (2002).